# Corbera de Llobregat
Corbera de Llobregat è un comune spagnolo di 9 610 abitanti situato nella comunità autonoma della Catalogna.